# Sainte-Valière

Sainte-Valière este o comună în departamentul Aude din sudul Franței. În 1 ianuarie 2022 avea o populație de 524 de locuitori.